# Малое Иваново (Марий Эл)
Малое Иваново (мар. Йывансола) — деревня в Волжском районе Республики Марий Эл. Входит в состав Петъяльского сельского поселения.

## География
Находится в южной части республики Марий Эл на расстоянии приблизительно 28 км по прямой (40,5 км по автодорогам) к северо-востоку от районного центра города Волжск и в 5 км (7,5 км по автодорогам) к юго-западу от центра сельского поселения, деревни Петъял. Деревня расположена в гористой местности, имеются два родника и овраги (на стыке которых находится священная роща).

## История
Деревня известна с 1839 года как Ивансола (названа по имени первого поселенца), выселок из деревни Нагорино, с 12 дворами и 52 душами мужского пола.
По данным 1859 года в казённом околотке 2-го стана Царевококшайского уезда Казанской губернии отмечено 136 жителей (65 мужчин, 71 женщина) в 19 дворах. В 1867 году околоток уже назывался Малое Иваново.
В 1886 году в околотке Малоиваново Малососновского сельского общества Сотнурской волости проживал 161 человек (76 мужчин, 85 женщин) в 27 дворах, марийцы, православные. По данным 1887 года жители околотка держали 55 лошадей, 57 голов крупного и 233 головы прочего скота, пользовались ключевой водой.
В 1905 году в околотке Малое Иваново той же волости проживало 244 человека (118 мужчин и 126 женщин) в 41 дворе, работала бакалейная лавка.
В 1923 году в деревне Малое Иваново Сотнурской волости Краснококшайского кантона Марийской АО проживало 272 человека в 52 дворах, в 1925 году в деревне Нагоринского райсельсовета Звениговского кантона также 272 жителя, все марийцы.
В феврале 1934 образован колхоз «Кугу памаш» («Большой родник»), куда сначала вступило 17 хозяйств, членами правления колхоза были избраны 5 человек. В 1936 году деревня вошла в состав Сотнурского района. В 1940 году в состав колхоза входило 35 дворов и 187 человек, а всего в деревне проживало 325 человек. Колхоз обслуживался Сотнурской МТС. В колхозе было 12 голов КРС, 33 овцы, 18 голов птицы, 18 пчелосемей и 4 лошади, а также водяная мельница и кузница. Из сельскохозяйственного инвентаря имелись молотилка, 17 конных плугов и соломорезка, а из построек — конюшня, коровник, овчарня для колхозного стада и 4 зернохранилища, картофелехранилище, овин и силосная башня для собранного урожая.
В годы войны из деревни 71 человек ушёл на фронт, из них вернулось 39. В 1945 году в состав колхоза входило 37 дворов и 153 жителя, а в начале 1950 года — 212 человек в 52 дворах. В колхозном стаде имелось 33 головы КРС, 30 свиней, 60 овец, 133 головы птицы, 24 лошади и 4 пчелосемьи, из инвентаря было 18 плугов, 9 борон, сенокосилка, веялка, сортировка, сепаратор, а также весы, телеги и сани. Работали кирпичный завод и кузница, для стада имелись конюшня, коровник, телятник, свинарник, овчарня, для урожая — 4 зернохранилища, картофелехранилище, 2 овина, 2 тока, также имелся полевой стан. Осенью 1950 года колхоз «Кугу памаш» вошёл в состав колхоза «За Родину».
По переписи 1959 года в деревне Малое Иваново Больше-Паратского сельсовета Волжского района постоянно проживало 342 человека (143 мужчины, 199 женщин), среди них 205 совершеннолетних, преобладали марийцы. В 1960-х годах деревня вошла в состав Карайского сельсовета. По переписи 1970 года здесь постоянно проживало 360 человек (167 мужчин, 193 женщины), также преобладали марийцы. Деревня до конца 1970-х годов была центральной усадьбой колхоза «За Родину». По переписи 1979 года в деревне проживало 304 человека (156 мужчин, 148 женщин).
По данным 1980 года в деревне проживало 246 человек (131 мужчина, 115 женщин) в 74 хозяйствах, большинство составляли марийцы. Деревня входила в состав колхоза им. Прохорова, здесь располагалась усадьба производственного назначения. В деревне было электричество, радио, телефоны и телевизоры, в личном пользовании жителей находились 61 велосипед, 16 мотоциклов, 1 мотороллер и 1 автомобиль. Население пользовалось природным газом, водой из четырёх колонок и родника. Все дома были одноэтажные, большинство были построены после войны. Работали сельский магазин, ларёк, 3 почтовых ящика, фельдшерско-акушерский пункт (с 1959 года), сельский клуб на 100 мест (с 1961 года), имелись 2 спортивные площадки. Дети учились в Карайской восьмилетней школе, медпомощь получали также в Сотнурской участковой больнице.
В 2002 году деревня была центром коллективно-долевого предприятия «Малоивановский», здесь располагались правление, ферма крупного рогатого скота, гараж, автотракторная заправочная станция ГСМ, пилорама, зерносклады, крытый ток, кузница и автовесы. По данным текущего учёта в деревне проживало 164 человека в 54 хозяйствах, большинство составляли марийцы. Жители содержали 46 голов крупного рогатого скота, 19 свиней, 122 овцы, 10 коз, выращивали картофель, овощи, фрукты (на деревьях) и ягоды. Дети учились в Карайской средней школе, жители посещали Свято-Гурьевскую церковь, имели бытовую технику, 1 трактор и 1 автомобиль.
В 2004 году деревня вошла в состав Петъяльского сельского поселения.

## Население
| 2002 | 2010 | 2021 |
| ---- | ---- | ---- |
| 142  | ↘121 | ↘74  |

По переписи 2002 года население деревни составляло 142 человека (71 мужчина, 71 женщина, все марийцы), по переписи 2010 года — 121 человек (59 мужчин, 62 женщины). Наиболее распространённые фамилии — Кузьмины и Максимовы.
По переписи 2021 года население деревни составило 74 человека, из них 61 мариец и 13 русских. При этом 71 человек использовал марийский язык, 65 — русский язык.

## Инфраструктура
Ныне жилая застройка деревни представлена индивидуальными жилыми домами суммарной площадью 2,9 тыс. м². К северо-востоку от деревни имеются две лесопилки и две недействующие фермы КРС. Дорога до деревни асфальтирована, действует магазин Волжского райпо. Деревня электрифицирована и газифицирована, имеется водопровод, централизованная канализация отсутствует.